# Júj, egy fütyi!
A Júj, egy fütyi! (Eek, a Penis!) a South Park című rajzfilmsorozat 172. része (a 12. évad 5. epizódja). Elsőként 2008. április 9-én sugározták az Amerikai Egyesült Államokban. Magyarországon 2009. április 10-én mutatta be a Comedy Central.

## Cselekmény
|  | Alább a cselekmény részletei következnek! |

Az epizód Cartman és Garrison szempontjából mutatja az eseményeket.
Mrs. Garrison rájön, hogy hiba volt magát nővé operáltatnia, mivel szerinte olyannak kell lenni, amilyennek a természet formálta. Ezért minden pénzét beleöli, hogy a Tudományos Intézet mesterségesen hozzon létre (a DNS-éből) egy szerves hím nemi szervet, amit aztán egy egér hátán „termeszt”. Azonban az egér – hátán a pénisszel – kiszabadul, és a South Parki- nők nagy részére a frászt hozza. Garrison üldözőbe veszi leendő szervét, viszont az osztály tanár nélkül marad (itt kerül szóba Cartman).
Míg Garrison a péniszét kergeti és megpróbálja előcsalogatni egy ki sajttal, Cartmant nevezi ki az igazgatónő tanárnak. Cartman irányítása alatt a gyerekek jegyei hirtelen feljavulnak, egyik nap azonban Stan megemlíti Ericnek, hogy csak azért ilyen jó tanár, mert kileste a válaszokat Garrison fiókjából, ami eredetileg pedig Kenny ötlete volt. Victoria igazgatónő viszont hisz Cartman „tehetségében”, ezért elküldi egy másik, kezelhetetlenebb iskolába. Cartman ennek tudatában tisztában van azzal, hogy egy gyerek nem fogja őket meggyőzni, arról, hogy tegyenek valamit, ezért megváltoztatja kinézetét (középen leborotválja fejét majd a többit középre fésüli mint egy kopaszodó férfi, öltönyt szerez, majd új személyiségének fő ismertető jele, hogy ha nem sikerül célja, ezt mondja: Hogyan hathatnék ezekre...)
Másnap Eric Cartmanez-ként mutatkozik be az új diákokat. A diákok pár nap után a szemére vetik, hogy csalásra tanítja őket, de Cartman kijavítja („Nem! Ha puskázol és elkap, lenni csaló. Ha puskázol és úszni meg, lenni döfi.”), ezen kívül pedig sok kedvezőtlen helyzetben arról mesél, hogy a fehérek a SuperBowlon miként csaltak és hogyan győztek. Az egyik tanuló erre felháborodik, majd elmegy. Cartman egy kosárlabda pályán találja meg ahol egy kétszemélyes meccs (és egy fémpálca) segítségével kioktatja a csalás és a puskázás különbségeiről.
Eközben Mrs. Garrison egy szaunáig kergeti az egér-péniszt, ahol eltéveszti a célt, a megszégyenített úr pedig pofon vágja Garrisont. Ezután az egér és a hátára alkotott hímvessző egy dalt énekel el, arról, hogy várja valaki, majd egy újabb hajsza után egy csatornába hullik, ekkor az orvos kijelenti Mrs. Garrisonnak, hogy éljen együtt azzal, hogy nő.
Ezalatt a "tékozló" diák visszatér az osztályba, ahol Cartman kissé zavartan tanít tovább. Ekkor az egyik lány lelkileg összeomlik, és kirohan. Mr. Sie (Cartman) megtudja, hogy a lány várandós, ezért a következőket mondja: Elintézek neked egy abortuszt. Ha elveteted, akkor az már a természettel való csalás. 
Az ottani igazgató kijelenti, hogy korábban megírják a érettségi vizsgát jó eredményeik miatt egy fokozottan ellenőrzött különteremben. A tanulók már készülnek Eric meglincselésére, amikor a fiú egy újabb superbowl-os mese után (a fellelkesített diákoknak) megkezdi az órát, ahol Cartman azt ismételteti a diákoknak, miképp kell a vizespalackra puskát írni. Pár nappal később bejelentik, hogy mind a 24-en át mentek a vizsgán. Cartmannak adnak egy díjat, aki meghatódik, és megszólal:
„Hát mégis hatottam ezekre is!”
South Parkban késő este van, Mrs. Garrison búslakodik egy padon, amikor meghallja a cincogást, és megérti, hogy ha valamit szeret, el kell engednie. Másnap Mr. Garrisonként tér vissza a South Park-i általános iskola tanárai közé, majd elmondja, mit tanult.

## Utalások a popkultúrára
Az epizód jelentős részét kitevő középiskolai események az 1988-as Mutasd meg, ki vagy (Stand and Deliver) című filmre utalnak, Cartman megjelenése pedig szintén célzás a filmben tanárt alakító Edward James Olmos alakjára. A jelenet, melyben Mr. Garrison pénisze és egy egér duettet énekel, az Egérmese (An American Tale) című 1986-os animációs film paródiája.
Azzal, ahogy Cartman tanítja a gyerekeket, az Osztály vigyázz (High School High) című filmre utalnak, melyben egy jómódú tanár egy rossz hírű gettóban lévő középiskolába megy tanítani és próbálja rávenni az ottani diákokat a tanulásra. Ezt parodizálja ki az, hogy Cartman puskázást tanít az iskolában.[forrás?]